# Ernst Heynacher
Ernst Heynacher (* 20. Januar 1854 in Mewe; † 9. September 1925) war ein deutscher Reichsgerichtsrat.

## Leben
1876 wurde er auf den preußischen Landesherrn vereidigt. 1881 wurde er Amtsrichter. 1891 wurde er zum Landrichter befördert. 1894 wurde Heynacher Landgerichtsrat und 1898 Oberlandesgerichtsrat. 1908 kam er an das Reichsgericht in den V. Zivilsenat. Februar 1919 trat er in den Ruhestand.

## Quelle
- Adolf Lobe: Fünfzig Jahre Reichsgericht am 1. Oktober 1929. Berlin 1929, S. 375.

| Personendaten    | Personendaten               |
| ---------------- | --------------------------- |
| NAME             | Heynacher, Ernst            |
| KURZBESCHREIBUNG | deutscher Reichsgerichtsrat |
| GEBURTSDATUM     | 20. Januar 1854             |
| GEBURTSORT       | Mewe                        |
| STERBEDATUM      | 9. September 1925           |